# Сохор (гора)
Сохо́р — гольцовая вершина в центральной части Байкальского заповедника. Высота — 2316,7 м; вершина является высшей точкой заповедника. 
Расположена на границе Джидинского и Кабанского районов Республики Бурятия, в центральном водораздельном хребте горной системы Хамар-Дабана, являясь также и одной из его высших точек. На вершине находится триангуляционный пункт. Сохор достаточно полог, покрыт горной тундрой, в верховьях ручьёв имеются осыпи. С северных склонов горы стекают ручьи, впадающие справа в верховья реки Переёмной, с южных склонов — ручьи, впадающие слева в реку Темник. 
Типичными для его склонов являются виды Dryas oxyodontha, Festuca ovina, Gentiana algida, Rhodiola quadrifida, Potentilla biflora, Rhododendron adamsii.